# Graf (mängd)

Åskådliggjord graf med n = m = 1 över en funktion y=f(x).

Låt {\displaystyle f} vara en funktion. Grafen till {\displaystyle f} är mängden {\displaystyle M=\{(x,y)\in D_{f}\times V_{f}:y=f(x)\}}, där {\displaystyle D_{f}} och {\displaystyle V_{f}} är definitionsmängden respektive värdemängden till {\displaystyle f}.
Om {\displaystyle f} är en funktion från {\displaystyle \mathbb {R} ^{n}} till {\displaystyle \mathbb {R} }, är grafen:
- en kurva om {\displaystyle n=1}
- en yta om {\displaystyle n=2}